# Lorena Méndez Denis
Lorena Méndez Denis (Comalcalco, Tabasco, 6 de noviembre de 1968) es una política mexicana, actualmente es miembro del partido Movimiento Regeneración Nacional (Morena). Ha sido alcaldesa de Comalcalco y en dos ocasiones diputada federal.

## Biografía
Es licenciada en Educación Media. Entre 2000 y 2006 ejerció como docente de diversas asignaturas en escuelas Telesecundaria de varias comunidades del estado de Tabasco.
Inicialmente miembro del Partido de la Revolución Democrática (PRD), en dicho partido fue secretaria de Gestoría Social del comité municipal en Comalco en 1996, consejera política estatal y nacional en 2003, presidente del comité municipal en Comalcalco en 2009 y nuevamente consejera nacional en 2011.
De 2010 a 2012 fue diputada a la LX Legislatura del Congreso del Estado de Tabasco, siendo elegida por el principio de representación proporcional. Al término de dicho cargo, en 2012, fue elegida por primera ocasión diputada federal en representación del Distrito 3 de Tabasco a la LXII Legislatura cuyo ejercicio constitucional concluyó en 2015. En ésta, fue secretaria de la comisión de Desarrollo Municipal; e integrante de las comisiones de Asuntos Migratorios; de Protección Civil; y, de Agua Potable y Saneamiento.
En el proceso electoral de 2018 resultó elegida presidente municipal de Comalcalco, ejerciendo el cargo hasta el 21 de diciembre de 2020, cuando se separó de él mediante licencia para ser postulada y elegida por segunda ocasión diputada federal por el mismo distrito 3 de Tabasco pero esta ocasión para la LXV Legislatura de 2021 a 2024. En la mencionada legislatura ocupó los cargos de secretaria de la comisión de Desarrollo Urbano y Ordenamiento Territorial; e integrante de las comisiones de Atención a Grupos Vulnerables; y de Economía Social y Fomento del Cooperativismo.